# 蘇特雷爾鎮區 (北達科他州迪瓦德縣)
蘇特雷爾鎮區（英語：Sioux Trail Township）是位於美國北達科他州迪瓦德縣的一個鎮區。

## 地方資料
蘇特雷爾鎮區的面積為92.83平方千米，當中陸地面積為92.29平方千米，而水域面積為0.54平方千米。根據2020年美國人口普查的數據，當地共有人口36人，而人口密度為每平方千米0.39人。